# Louis Dufour
Louis Dufour, född 26 juli 1901, död 1960, var en schweizisk ishockeyspelare. Han blev olympisk bronsmedaljör i Sankt Moritz 1928 och kom på femte plats i Antwerpen 1920.